# Пирятинський повіт

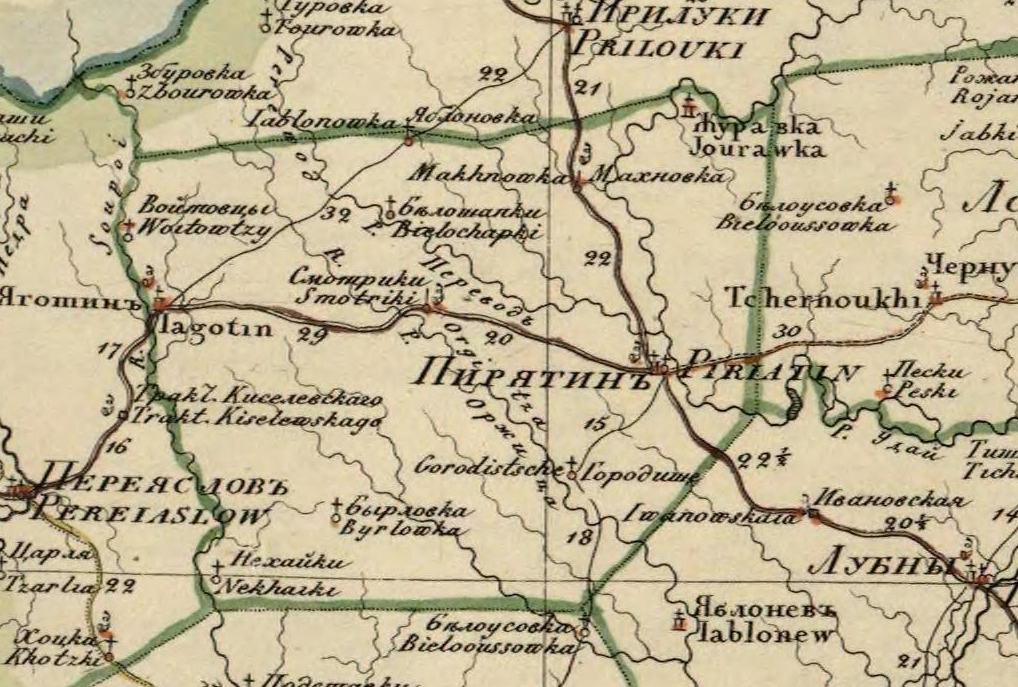
Пирятинський повіт Полтавської губернії на карті 1821 року

Пирятинський повіт — адміністративно-територіальна одиниця Полтавської губернії Російської імперії утворена в 1781 році спочатку у складі Київського намісництва. У 1796 р. Пирятин з повітом віднесено до Малоросійської губернії . Після ліквідації останньої, у 1802 р. Пирятин з повітом увійшов до складу новоствореної Полтавської губернії. Повітовий центр — місто Пирятин.

## Географія
Повіт був розташований у центральній частині Полтавській губернії, межуючи на півночі із Прилуцьким, на сході — з Лохвицьким, на південному сході — з Лубенським, на півдні — із Золотоніським, на заході (по річці Супій) — з Переяславським повітами. За даними військово-топографічних зйомок середини XIX століття, площа Пирятинського повіту була близько 2 830 кв. верст (3 220 кв. км), а отже повіт займав 8=е місце серед 15 волостей Полтавської губернії . 

### Рельєф
Територія повіту була розділена річкою Удай на дві нерівні за величиною та характером поверхні. На схід від р. Удай місцевість горбиста й порізана ярами, а на захід - типова степова. Загальний нахил заудайської (східної частини повіту) був направлений із півночі на південь, а по всій степовій частині - з північного сходу на південний захід. При цьому тільки Линовицька волость, що розташовувалася між річками Удай та Руда, була досить припіднятою, тоді як усі решта земель повіту розташовувалися у межах від 60 до 45 сажнів над рівнем моря.

### Водні ресурси
Усі річки Пирятинського повіту належали до басейну Дніпра і текли з північного заходу на південний схід. Річка Супій, яка брала початок з болотистих місць Козелецького повіту Чернігівської губернії, по суті була низкою торф'яних боліт, що значно розширялися в окремих місцях. Річка Оржиця мала найбільш протяжне річище і перетинала повіт. Річка Удай протікала по найбільш піднятій частині повіту, а ширина її долини у деяких місцях сягала 5-6 верст.

### Ґрунти
Західна частина повіту складалася із супіщаного чорнозему, з нечастими вкрапленнями солончаків (наприклад, у селі Погреби).

## Адміністративний поділ
До 1861 року повіт було розділено на три стани, центрами яких були станові квартири:
- 1-й стан — село Сасинівка;
- 2-й стан — село Журавка;
- 3-й стан — село Мойсівка

У 1861 году через зміну адміністративного управління Російської імперії, Пирятинський повіт було поділено на 15 волостей:
- місто Пирятин з передмістями Гатка, Замок, Острів, Підворок.
- Антонівська
- Городищенська
- Жоравська
- Кантакузівська
- Капустинська
- Ковалівська
- Линовицька
- Пирятинська
- Попівська
- Сасинівська
- Теплівська
- Харківецька
- Черняхівська
- Яблонівська
- Яготинська[3].

Відповідно до Постанови Президії ВУЦВКу від 7 березня 1923 р. ліквідовувався поділ губерній на повіти та волості, натомість створювалися округи та райони. Скорочувалась кількість сільських рад. Переважна частина розформованого Пирятинського повіту (12 волостей) відійшла до Прилуцької округи, решта (4 волості) — до Золотоніської та 1 — до Лубенської).
На території колишнього Пирятинського повіту було утворено три райони:
- Пирятинський — з Пирятинської і Городищенської волостей, замість колишніх 42 сільрад організовано 18 нових. Площа 511 кв. верст. Населення 40085 осіб;
- Березоворудський (Теплівський) — з Теплівської і Сасинівської волостей. Кількість сільрад скорочено з 11 до 7. Площа 471 кв. верст, населення 27633 особи, ліквідувався у 1931 р., територія приєдналася до Пирятинського району;
- Харківецький — з Харківецької і Білоцерківської волостей. Кількість сільрад скорочено з 11 до 7. Площа 245 кв. верст. Населення 15317 осіб. Розформований в 1928 р. Територія розподілена між Пирятинським i Варвинським районами [4].

## Населення
Станом на 1859 рік чисельність населення Пирятинського повіту становила 99 503 жителів (48 200 чоловіків і 51 303 жінок). За цим показником повіт був одинадцятим у губернії, випереджаючи тільки Зіньківський, Гадяцький, Миргородський та Лубенський повіти.
Згідно із переписом населення Російської імперії 1897 року в повіті проживало 163 505 людей (80 678 чоловіків і 82 827 жінок). З них 95,18% — українці, 3,75% — євреї, 0,91% — росіяни, 0,16% — інші .
Міське населення становило 8 022 жителя (менше 5%).

## Транспорт
У 1894 році територією Пирятинського повіту було прокладено Московсько-Києво-Воронезьку залізницю і у Пирятині відкрили вокзал.

## Уродженці
- Білокур Катерина Василівна
- Вовк Федір Кіндратович
- Гребінка Євген Павлович
- Пятаченко Павло